# Arisba
Arisba (in greco antico: Ἀρίσβα?) era una polis dell'antica Grecia ubicata nell'isola di Lesbo.

## Storia
Tanto Erodoto come Strabone la citano come una città che era stata sottomessa dalla vicina Metimna, che controllava il suo territorio.
È stato suggerito che potrebbe essere individuata nelle rovine rinvenute presso l'odierna Kalloni.